# Национал-социалистическое общество
Национа́л-социалисти́ческое о́бщество (НСО) — радикальная ультраправая неонацистская организация, позиционировавшая себя как национал-социалистическое общественное объединение. Была создана в 2004 году националистом Сашей Камнем и Сергеем Коротких («Mалюта», «Боцман»).
Имела ряд региональных организаций, в частности, в Рязани, Воронеже, Санкт-Петербурге, Нижнем Новгороде. Имела также своих представителей в Лондоне, Канаде и др.
Организация провозглашала своей задачей создание в России национал-социалистической  партии для построения русского национального государства на основе идеологии национал-социализма, адаптированной к реалиям России начала XXI века.
Несколько членов одной из московских ячеек организации (НСО-Север) были приговорены Московский окружным военным судом и Московским городским судом к различным срокам, включая пожизненное заключение, за совершение таких преступлений, как множественные нападения и убийства на почве национальной неприязни, а также подготовка террористического акта.
1 февраля 2010 года Верховный Суд Российской Федерации по ходатайству Генеральной прокуратуры Российской Федерации признал «Национал-социалистическое общество» экстремистской организацией и запретил её деятельность на территории Российской Федерации.

## История
Образовано инициативной группой русских национал-социалистов 12 января 2004 года.
Представители НСО участвовали в выборах в главу одного из районов Подмосковья с радикальными лозунгами. Также один из представителей НСО участвовал в довыборах в Госдуму РФ, но позднее снял свою кандидатуру в пользу полковника Квачкова.
Для распространения национал-социалистической идеологии НСО проводило пикеты и митинги, распространяла агитационную продукцию, осуществляло пропаганду в сети Интернет посредством официального сайта и множества аккаунтов в социальных сетях. В период с 2004 по 2006 годы НСО выпускало газету «Корпус», закрытую судом в 2008 году за публикацию экстремистских материалов, а в феврале 2007 года выпустило журнал с тем же названием.
Одной из наиболее привлекательных сторон НСО была организация тренировочного процесса с элементами военно-спортивной работы, а также пропаганда, которая выгодно отличала организацию от традиционных национал-патриотических организаций маргинального типа.
Весной 2006 года к НСО примкнула группировка НС-скинхедов «Формат-18». Члены «Формата-18» никогда не состояли в НСО, но близкие отношения лидера группировки «Формат-18» Максима Марцинкевича и одного из членов Политсовета НСО Сергея Коротких (Малюта) создавали у сторонних наблюдателей впечатление, что группировка «Формат-18» является составным структурным подразделением НСО. В сентябре 2007 года, когда Особая межрегиональная конференция НСО исключила Сергея Коротких из НСО „за причинение вреда организации“, группировка «Формат 18» начала активную информационную войну против НСО. Вскоре Коротких объявил о создании автономной ячейки НСО-Варяг. Однако уже к концу 2007 года эта ячейка признаков жизни не подавала.
30 апреля 2008 года член Политсовета НСО Дмитрий Румянцев прекратил своё дальнейшее участие в деятельности организации. После этого организация прекратила активную деятельность. На базе одной из ячеек московской организации НСО была создана банда (получившая в СМИ по названию самой ячейки прозвище «НСО-Север», что является ошибочным, поскольку в банду входили не только члены НСО), которую возглавили член Политсовета НСО Максим Базылев по прозвищу Адольф и Лев Молотков, возглавлявший московскую ячейку НСО-Север.
1 февраля 2010 года Верховный Суд РФ по ходатайству Генеральной Прокуратуры РФ запретил деятельность НСО на территории РФ, признав экстремистской организацией.

## Идеология
За основу структуры НСО была взята структура НСДАП со строгой вертикальной иерархией, но некоторой автономией региональных подразделений. НСО открыто демонстрировало национал-социалистические взгляды, занималось популяризацией научно-технических и культурных достижений гитлеровской Германии. Много времени уделялось боевой подготовке к расовой войне.

## Дело НСО-Север
В январе 2010 года в Московский окружной военный суд (один из обвиняемых являлся дезертировавшим военнослужащим) было передано дело в отношении 13 членов московской ячейки НСО-Север (Виктор Апполонов, Виктор Вахромов, Сергей Голубев, Василиса Ковалева, Николай Михайлов, Константин Никифоренко, Леонид Рудик, Владислав Тамамшев, Евгений Чалков, Дмитрий Чечкин, Сергей Юров, Лев Молотков, Сергей Свиридов). Они обвинялись в убийствах и покушениях на убийства, разжигании национальной ненависти и вражды, разбойных нападениях, грабежах, изготовлении взрывчатых веществ, а также подготовке к террористическому акту. По версии следствия, непосредственным руководителем НСО-Север являлся 28-летний Лев Молотков, который подчинялся напрямую лидеру НСО Базылеву. Дело было передано на рассмотрение военного суда поскольку подсудимый Юров являлся военнослужащим и ему в вину вменялось ещё и дезертирство.
Члены группировки обвинялись в 27 убийствах (кавказцев, африканцев и азиатов, одного русского «по ошибке», а также русского антифашиста С.Крылова) в период с января по июль 2008 года (до задержания основных членов организации) в различных районах Москвы и Московской области. По данным следствия, кроме того неонацисты убили своего единомышленника Мельника, посчитав, что он работает осведомителем правоохранительных органов. При задержании членов группировки получили ранения милиционер и двое сотрудников ФСБ.
По версии следствия, обвиняемые также хотели взорвать электросетевой комплекс «Подстанция 100 кВ „Смена“ (ПС № 105)» в подмосковном городе Сергиев Посад, совершили разбойное нападение на почтовое отделение в городе Александров Владимирской области 23 апреля 2008 г. и на торговый павильон «Ананас-2» в подмосковном городе Пушкино 11 июня 2008 г.
Членам группировки из неизвестных источников выплачивалось от 2 тысяч до 25 тысяч рублей в месяц.
Процесс проходил в закрытом режиме — об этом суд попросили несколько подсудимых, которые, «опасались за свою жизнь и здоровье». В июне 2011 г. обвинитель потребовал пожизненного заключения для Молоткова, Апполонова, Рудика, Чечкина, Юрова, Тамамшева, Михайлова, для Ковалевой и Никифоренко он потребовал 25 лет заключения, для Вахромова — 20 лет, для Чалкова — 15 лет заключения, Голубеву, который во время совершения преступления ещё не достиг совершеннолетия — максимально возможные 10 лет лишения свободы, Свиридову — 7 лет условно.

### Приговор
12 июля 2011 года Московский окружной военный суд приговорил 13 неонацистов к различным срокам заключения: им вменяется 28 убийств, множество нападений на национальной почве и подготовка террористического акта. Их лидер, Лев Молотков, был приговорен к пожизненному заключению. Такое же наказание суд назначил ещё четырём участникам группировки: Владиславу Тамамшеву, Николаю Михайлову, Виктору Апполонову и Леониду Рудику.
Ещё семеро обвиняемых были осуждены на длительные сроки от 10 до 23 лет. В их число попала и единственная женщина среди подсудимых — студентка журфака МГУ Василиса Ковалёва, которая получила 19 лет колонии за участие в двойном убийстве. Единственным из подсудимых, получившим условный срок, был Сергей Свиридов: ему зачлось активное сотрудничество со следствием и показания, данные против бывших соратников. Осуждённые будут обязаны выплатить 24 миллиона рублей по гражданским искам потерпевших.
Рудик и Тамамшев были этапированы в ИК-18 «Полярная сова», Апполонов был этапирован в ИК-5 «Вологодский пятак», Молотков — в ИК-6 в поселок Торбеево, Михайлов — в ИК-6 «Чёрный дельфин» в городе Соль-Илецк Оренбургской области.

## Дело Кривца — Уфимцева
22 октября 2010 года коллегия присяжных заседателей Московского городского суда признала Василия Кривца виновным в совершении 15 убийств на почве национальной ненависти, а его друга Дмитрия Уфимцева — в соучастии в пяти из них с октября 2007 года по май 2008 года. Они изначально проходили по основному уголовному делу «НСО-Север», но затем их дело выделили в отдельное производство, и приговор им был вынесен раньше.
Кривца задержали летом 2008 года. Тогда он признался в восьми убийствах, однако сбежал во время следственного эксперимента в октябре 2008 года. Описав убийство пожилого скрипача (за то, что тот был евреем) возле вестибюля станции метро «Планерная», Кривец ударил конвоира в лицо, вырвался и скрылся. Задержали его только в августе 2009 года на Курском вокзале, откуда он собирался уехать на Украину. Следствие установило причастность Кривца ещё к семи убийствам. В это же время был задержан Уфимцев.
Василия Кривца суд приговорил к пожизненному заключению, а Дмитрия Уфимцева — к 22 годам тюрьмы.

## Дальнейшая судьба Сергея Коротких
Сергей Коротких бежал из России и обосновался на Украине. В 2014 году он вступил там в батальон «Азов», а в 2015 года возглавил созданный при управлении полиции охраны отдел охраны объектов стратегического назначения.
Между тем, Иван Белоусов, которого считали активистом НСО, в августе 2009 года был приговорён к 6 годам лишения свободы по обвинению в совершении взрыва около фонаря на Манежной площади в Москве (без пострадавших). Суд установил, что Белоусов заложил взрывное устройство, а подрыв был произведен по радиоканалу его неустановленным соучастником. В 2012 году полиция сообщила, что установила личность того, кто привел взрывчатку в действие, — якобы это был Коротких.
В августе 2021 года в Интернете появился видеоролик, на котором Сергей Коротких дает показания на руководителей НСО. Утверждается, что видео было сделано в 2007 году. Кроме того, в видеоролике присутствует расписка от ноября 2007 года, в которой Коротких якобы обязуется сотрудничать с правоохранительными органами.
Примерно в то же время, когда Коротких дал показания, произошел раскол внутри НСО, а также было совершено убийство дагестанца Шамиля Одаманова и неустановленного уроженца Таджикистана. Видео этого убийства получило известность под названием «Казнь таджика и дага». Израильский режиссер-документалист Влади Антоневич, внедрившийся в неонацистские банды в ходе подготовки фильма «Кредит на убийство», связывает эту расправу с членами НСО.
«Московский комсомолец» опубликовал выдержку из протокола допроса Максима Марцинкевича от 16 июня 2020 года, в которой Марцинкевич говорит о том, что Коротких участвовал в этой расправе и отрезал голову одной из жертв.
В январе 2021 года израильский режиссер фильма «Kредит на убийство», Влади Антоневич опубликовал письмо, которое якобы написал Марцинкевич в котором предостерегал членов Формат18 от последствий явок с повинной которые он дал против себя и своих соратников (в частности, Сергея Коротких) по ряду убийств. По словам самого Сергея Коротких о существовании письма он знал еще в середине 2020 года.
В августе 2021 года Следственный комитет России обвинил Сергея Коротких в убийствах двух и более человек, совершенных группой лиц по мотивам политической, идеологической, расовой, национальной или религиозной ненависти.

## В поп-культуре
1. "From Russia with hate"[28] TV episode S1.E6  by Christof Putzel
2. "Ross Kemp on Gangs. Moscow"[29] TV documentary by Ross Kemp
3. "Credit for Murder"[30] documentary by Vlady Antonevicz